# Lentinula edodes
Lentinula edodes (Berk.) Pegler, 1976, comunemente conosciuto come shiitake, è un fungo basidiomicete della famiglia Omphalotaceae di origine asiatica, diffuso soprattutto in Cina e in Giappone. È attualmente il secondo fungo commestibile più consumato al mondo, dopo i prataioli.

## Etimologia
Dal greco edodè (in italiano alimento) per la sua commestibilità. Il nome shiitake (椎茸) deriva dalla parola giapponese shii usata per indicare una specie di albero di castagno (Castanopsis cuspidata) e dalla parola take che significa fungo.

## Descrizione della specie

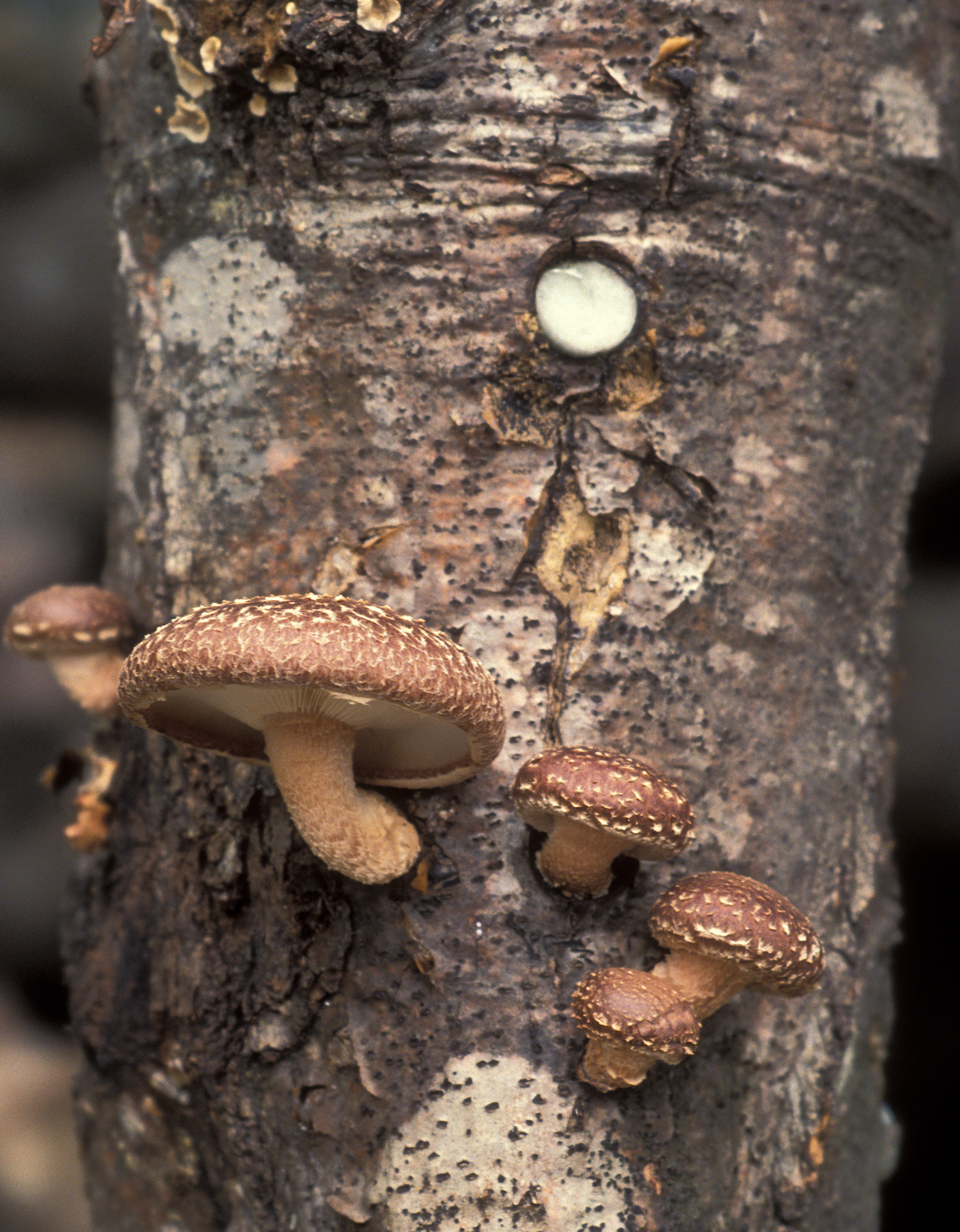
Lentinula edodes

### Cappello
Circolare o reniforme, 5–12 cm di diametro, prima convesso, poi appianato, con un umbone poco evidente.
MargineSottile, ondulato a maturità.
CuticolaColore bruno-ocraceo o bruno-violaceo, ricoperta di verruche biancastre, disposte in circoli, che scompaiono con l'età.

### Lamelle
bianche, poi ocracee, bruno-rossastre quando rotte; adnate, poi libere.

### Gambo
Robusto, tozzo, ventrale o eccentrico, bianco nella parte superiore, bianco-ocra striato nella parte restante, 3-5 x 1-1,5 cm.

### Anello
Effimero, costituito da residui della cortina, di colore biancastro o bruno nocciola.

### Carne
Biancastra
OdoreTenue
SaporeAcidulo

## Microscopia
SporeSubcilindriche, bianche in massa, 5-7 x 4 µm.

## Distribuzione e habitat
Cresce in autunno e in primavera su tronchi di latifoglie. È diffuso nell'Estremo Oriente.

## Commestibilità
La commestibilità è ottima. La prima menzione del consumo dello shiitake (椎茸) in Giappone risale al 199 d.C. I primi scritti della coltura di questo fungo possono essere attribuiti al cinese Wú Sāngōng (吳三公, 1130-1208). Il Libro dell'agricoltura di Wang Zhen, scritto durante la dinastia Yuan (1271-1368), in cui l'autore fa risalire l'uso in cucina di questo fungo fino ai tempi della dinastia Han (202 a.C.-220 d.C.). Può essere coltivato su supporto legnoso, anche su rami e fusti di piccolo diametro..

### Proprietà

Lentinano, un beta-glucano isolato dal fungo

Lo shiitake è nutritivo, ricco di proteine (il contenuto di queste corrisponde a circa il 17,5% del totale di materia secca), con nove amminoacidi essenziali. Contiene inoltre sostanze che favoriscono il controllo della pressione arteriosa, la riduzione del livello di colesterolo, il rafforzamento del sistema immunitario e l'inibizione dello sviluppo di tumori, vírus e batteri.
Sugli effetti anti-cancro di una particolare sostanza, isolata dal fungo, sono in corso studi clinici.
Altre ricerche hanno dimostrato che il Lentinula edodes:
- Stimola il sistema immunitario[5]
- Possiede proprietà antibatteriche[6][7][8]
- Possiede proprietà antivirali[5][9] (anche anti-HIV[10][11][12] e anti-HSV-1[13])
- Contiene inibitore della proteasi[14]
- Riduce l'aggregazione delle piastrine[15]

Active Hexose Correlated Compound (AHCC) è un α-glucano isolato dal L. edodes. AHCC è una sostanza ben tollerata che possiede attività antiossidante, ed è metabolizzato attraverso il percorso CYP450 2D6. Ricerche hanno dimostrato che AHCC possiede le seguenti proprietà:
- Incrementa la resistenza ai patogeni[21][22][23][24][25][26]
- Produce effetti anti-cancro[27][28][29]
- Incrementa la funzione immunitaria[30][31][32]

Il Lentinano, un composto isolato dal L. edodes, viene impiegato come agente antitumorale per via endovenosa in alcuni Paesi.  Studi hanno dimostrato che il Lentinano possiede proprietà anti tumorali e studi clinici hanno associato il Lentinano ad un'aspettativa di vita più alta, ad una miglior qualità della vita e ad una bassa incidenza dei tumori.

## Tassonomia

### Sinonimi e binomi obsoleti
- Agaricus edodes Berk., J. Linn. Soc., Bot. 16: 50 (1878)
- Armillaria edodes (Berk.) Sacc., Syll. fung. (Abellini) 5: 79 (1887)
- Armillaria edodes (Berk.) Sacc., Syll. fung. (Abellini) 5: 79 (1887) f. edodes
- Mastoleucomyces edodes (Berk.) Kuntze, Revis. gen. pl. (Leipzig) 2: 861 (1891)
- Cortinellus edodes (Berk.) S. Ito & S. Imai, (1938)
- Cortinellus edodes (Berk.) S. Ito & S. Imai, (1938) f. edodes
- Lentinus edodes (Berk.) Singer, Mycologia 33(4): 451 (1941)
- Collybia shiitake J. Schröt., Gartenflora 35: 105 (1886)
- Lepiota shiitake (J. Schröt.) Nobuj. Tanaka, Bot. Mag., Tokyo 3: 159 (1889)
- Cortinellus shiitake (J. Schröt.) Henn., Notizbl. Königl. bot. Gart. Museum Berlin 2: 385 (1899)
- Tricholoma shiitake (J. Schröt.) Lloyd, Mycol. Writ. 5(Letter 67): 11 (1918)
- Lentinus shiitake (J. Schröt.) Singer, Annls mycol. 34(4/5): 332 (1936)
- Lentinus tonkinensis Pat., J. Bot., Paris 4: 14 (1890)
- Lentinus mellianus Lohwag,: no. 698 (1918)
- Cortinellus edodes f. sterilis Iwade, (1944)
- Armillaria edodes f. sterilis Iwade, (1957)

## Nomi comuni
In Cina, è conosciuto col nome di xiānggū (香菇 o anche 香菰) che significa letteralmente "fungo (菇) fragrante (香)".
In Corea è chiamato pyogo (표고).
In Giappone, è conosciuto come shiitake, termine che trae origine dalla parola giapponese shii (un albero simile alla quercia) e take (fungo).